# Stadion Al-Dżuna
Stadion Al-Dżuna – stadion piłkarski w mieście Al-Dżuna, w Egipcie. Swoje spotkania rozgrywa na nim drużyna El Gouna FC. Obiekt został otwarty w 2003 roku i początkowo jego pojemność wynosiła 2000 widzów. W 2009 roku, w związku z awansem El Gouna FC do najwyższej klasy rozgrywkowej stadion rozbudowano do pojemności 12 000 widzów.